# Caria chrysame
Caria chrysame is een vlindersoort uit de familie van de prachtvlinders (Riodinidae), onderfamilie Riodininae.
Caria chrysame werd in 1874 beschreven door Hewitson.